# Aéroport municipal de Cedar Rapids
Pour les articles homonymes, voir CID.
L'aéroport municipal de Cedar Rapids, (code IATA : CID • code OACI : KCID • code FAA : CID) est un aéroport domestique desservant la ville de Cedar Rapids, dans l’État de l’Iowa, aux États-Unis.